# The McCarricks
The McCarricks sono un gruppo marito e moglie con Martin McCarrick al violoncello e Kimberlee McCarrick al violino. Hanno collaborato con innumerevoli artisti, tra cui Kristin Hersh, Sinéad O'Connor, Gary Numan, Marianne Faithfull e partecipato ai concerti al Meltdown Festival di Patti Smith alla Royal Festival Hall di Londra. Le loro esibizioni soliste sono fatte di fronte a film muti realizzati appositamente per le loro performance.

## Discografia

### The McCarricks
- The McCarricks (2007)

### Collaborazioni
- Learn to Sing Like a Star - Kristin Hersh - 2007